# Nie wiem
Nie wiem – polski film dokumentalny z 1976 w reżyserii Krzysztofa Kieślowskiego.

## Treść
Bohaterem filmu jest inżynier Adam Śmiarowski, który zwierza się Kieślowskiemu ze swego życia. Ukończywszy studia, pracował jako leśniczy. Po przełomie październikowym 1956 roku szybko awansował w hierarchii, wstąpił do PZPR, a w latach sześćdziesiątych został kierownikiem bliskich upadłości Dolnośląskich Zakładów Białoskórniczo-Rękawiczniczych „Renifer” w Świdnicy. Pomimo że udało mu się wyciągnąć Zakłady ze stanu zapaści i wręczono mu Srebrny Krzyż Zasługi, tydzień później odwołano go z zajmowanego stanowiska i wyrzucono z partii, wskutek czego został bezrobotnym. Bohater filmu w momencie jego realizacji robił doktorat z ekonomii, lecz nie ma przed sobą perspektyw: „Rozpoczynam w tej chwili właściwie życie od nowa. Cały życiowy dorobek straciłem. Muszę przyznać się, że nie wiem, jak żyć?”. Nie wiem kończy napis: „Pewien człowiek opowiedział o swoim życiu. Niezależnie od subiektywizmu i fragmentaryczności relacji ten człowiek i jego stan istnieją obiektywnie. Trzeba się liczyć z tymi faktami, bo zwielokrotnione są zjawiskiem społecznym”.

## Znaczenie
Film nie był pokazywany publicznie do roku 1981, lecz krążył w obiegu festiwalowym. Projekcja filmu dodatkowo zaszkodziła Śmiarowskiemu, który bezskutecznie próbował nie dopuścić do rozpowszechniania Nie wiem ze względu na wzmożone szykany w życiu osobistym. Był to jeden z powodów, dla których reżyser zniechęcił się do kina dokumentalnego w ciągu następnych kilku lat po realizacji Nie wiem. Jan Brzozowski pisał, iż „Nie wiem stanowi wyraźną, czarną plamę na tożsamości etycznej Krzysztofa Kieślowskiego. Jest przykładem tego, jak filmowcy, pomimo najlepszych intencji, mogą zaszkodzić swojemu bohaterowi”.